# 1515 în literatură
- 1514 în literatură — 1515 în literatură — 1516 în literatură

Anul 1515 în literatură a implicat o serie de evenimente semnificative. 

## Eseuri
- Lettres des hommes obscurs

## Poezie
- Pierre Gringore - Comedia nouă a cronicarilor ("Sotye nouvelle des croniqueurs")
  - Vânătoarea cerbului cerbilor ("La chasse du cerf des cerfs")

## Nașteri

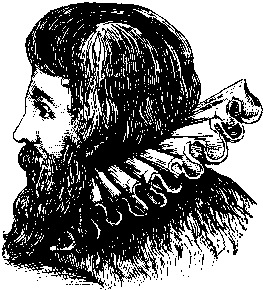
Roger Ascham

- Roger Ascham, scriitor și pedagog englez, renumit pentru eleganța stilului său în latină (d. 1568).
- Lodovico Domenichi, traducător și scriitor italian (d. 1564).

## Decese
Format:1515